# Júnior Paredes
Júnior José Paredes Jaspe, noto semplicemente come Júnior Paredes (Maracaibo, 1º gennaio 2001), è un calciatore venezuelano, attaccante dell'Academia P.C..

## Caratteristiche tecniche
È un centravanti.

## Carriera

### Nazionale
Con la nazionale Under-20 venezuelana ha preso parte al campionato sudamericano 2019.

## Palmarès

### Competizioni nazionali
- Copa Venezuela: 1

Zulia: 2018